# Línguas ga-dangme
Ga-dangme é um ramo da família nyo, no âmbito da família linguística kwa, composto de apenas duas línguas: o ga e o adangme. Ambos os idiomas são intimamente relacionados e têm sido, por vezes, considerados como um único idioma. Há muitas semelhanças no vocabulário básico mas há também muitas palavras diferentes, além de diferenças gramaticais. O adangme é geralmente considerado como mais próximo do original proto-ga-dangme do que o ga.